# Adolf Rambold
Adolf Rambold (Stoccarda, 5 ottobre 1900 – Meerbusch, 14 maggio 1996) è stato un ingegnere e inventore tedesco.

## Biografia
Rambold è noto per essere stato l'inventore della moderna bustina di tè con sistema a doppia camera e diverse macchine confezionatrici per le stesse. Fu dal 1924 dipendente della società tedesca Teekanne. Nel 1928 inventa la macchina confezionatrice di bustine Pompadour, con capacità di produrre 35 bustine al minuto. Nel 1929 verrà commercializzato il primo lotto di tè in bustina con carta speciale a pergamena, confezionato dalla macchina di Rambold. Nel 1949 verrà inventata da Rambold la „Constanta-Teepackmaschine“, con capacità di 160 bustine a doppia camera al minuto. A Meerbusch fonderà la consociata Teekanne, la Teepack Spezialmaschinen GmbH & Co. KG.